# حسين الجسر
الشيخ حسين الجسر رجل دين لبناني، متقد الفكر، منفتحاً، وذا نفس ثائرة، مؤمنا بالله مدبر الكون، مسلماً له، داعياً إلى عبادته بالعقل والقلب، وقد ترك للمكتبة العربية آثاراً مهمة للدارسين والمؤمنين.

## حياته
هو حسين بن محمد بن مصطفى الجسر. ولد بطرابلس لأسرة مصرية الأصل. تلقى علومه الأولى على يد والده الشيخ محمد مصطفى الجسر الذي كان عالماً مؤسساً للمدرسة الوطنية، ومحرراً في جريدة طرابلس، توفي عام 1909 ودفن في طرابلس، واشتهر من ولده الشيخ  نديم الجسر مؤلف كتاب «قصة الإيمان».

## نشاطاته
له العديد من المؤلفات المتنوعة ما بين المخطوطات والكتب.

## مؤلفاته
- نزهة الفكر في سيرة محمد الجسر
- الرسالة الحميدية
- سيرة مهذب الدين